# Policarpa Salavarrieta
Policarpa Salavarrieta, ou Policarpa Salabarrieta (Guaduas, 26 de janeiro de 1795 - Santa Fé de Bogotá, 14 de novembro de 1817) foi uma heroína da resistência colombiana frente à reconquista espanhola de Nova Granada. Dedicou a sua vida à causa da revolução para a libertação da Colômbia do domínio espanhol. Também conhecida sob o nome de La Pola, é fuzilada em público em Santa Fé de Bogotá, após a sua captura pelos espanhóis.
Considerada por numerosos historiadores da época como a mais representativa mulher da independência da Colômbia, Policarpa Salavarrieta alia-se à causa de Antonio Nariño, um dos chefes militares do movimento independentista, e torna-se espia em Santa Fé de Bogotá. Recolhe informações tanto em locais públicos como nas casas dos realistas espanhóis onde ela trabalha como costureira. Transmite os dados a mulheres que os comunicam aos soldados que combatem na frente.
Mas acaba por ser detida e executada a 14 de novembro de 1817. Antes de sua execução, incita o povo colombiano à rebelião frente à opressão espanhola. Em honra às heróicas ações dessa jovem mulher o presidente Carlos Lleras Restrepo ratifica a lei 44 de 8 de novembro de 1967, tornando o 14 de novembro o "dia da mulher colombiana".

## Biografia

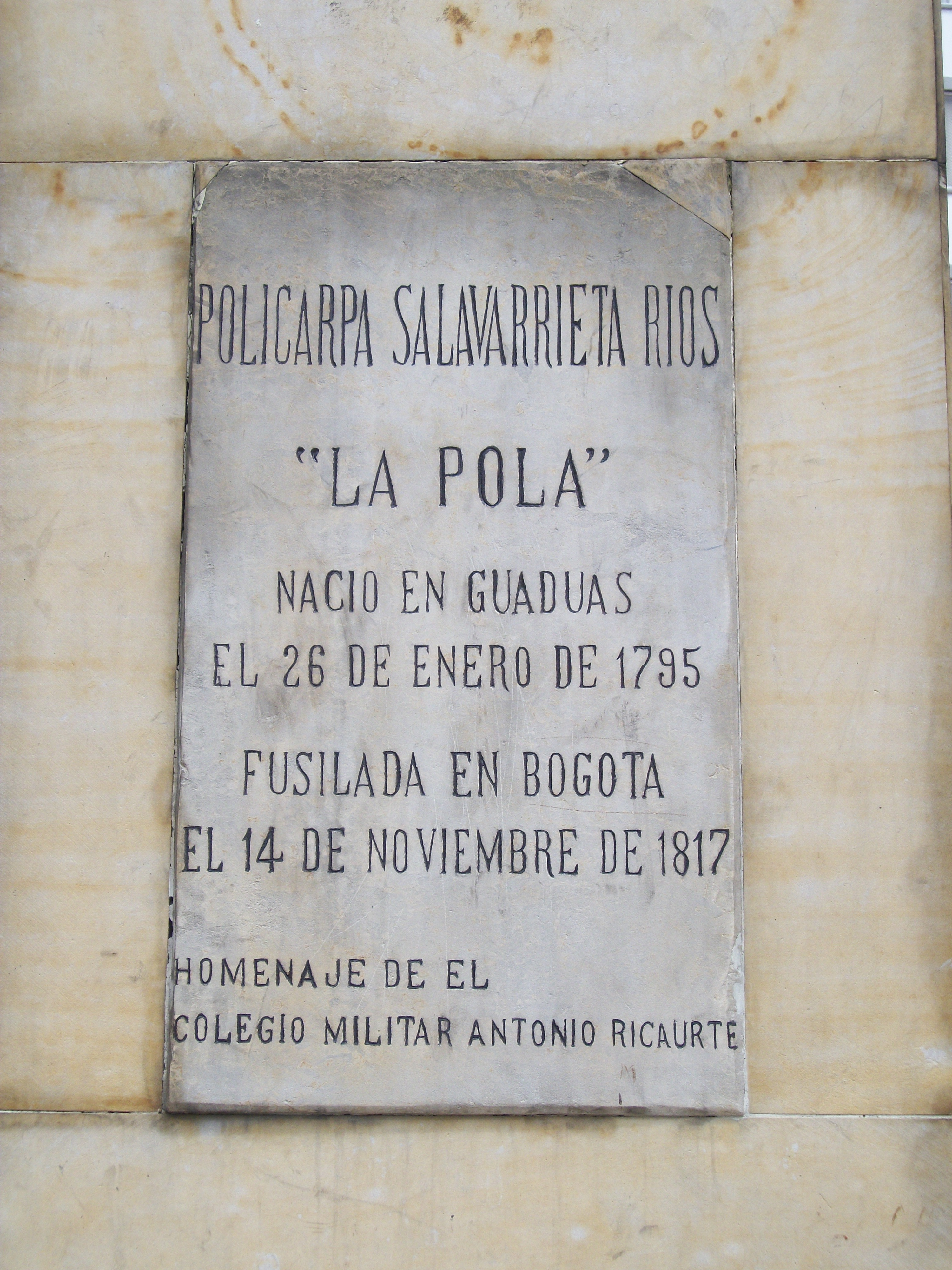
Placa do monumento La Pola em Bogotá.

### Data e local de nascimento
Apesar da popularidade de Policarpa Salavarrieta, são muito poucos os elementos conhecidos da sua existência antes dos últimos dias de sua morte. O certificado de nascimento de Policarpa nunca foi encontrado, e o seu nome dado à nascença é desconhecido. O seu pai, Joaquim Salavarrieta, em seu testamento, falava dela sob o nome de "Polonia". Salvador Contreras, o padre que formalizou esse documento a 13 de dezembro de 1802, confirmou essa informação. Bibiano, muito próximo dela, chamava a sua irmã de "Policarpa". Quanto aos seus irmãos de armas, tais como os irmãos Almeyda, José Caballero ou José Hilario López, alcunharam-na de "La Pola".
A data e local de nascimento de La Pola estão igualmente sujeitos a polémica pela ausência de documentos oficiais. Policarpa é a quinta de nove crianças (sendo a terceira e última filha) de Joaquim Salavarrieta e Mariana de Rios, casados a 16 de setembro de 1786 em Moniquirá (departamento de Boyacá). A versão popular é a de que tenha nascido no município de Guaduas, Cundinamarca, entre 1790 e 1796. No entanto o poeta colombiano Rafael Pombo afirmou que ela nascera em Mariquita, enquanto que José Caicedo Rojas defendia a tese do nascimento de Policarpa em Bogotá.
Segundo o tomo XII do Boletim da História e das antiguidades (Boletín de Historia y Antigüedades), os seus irmãos e irmãs eramː
- María Ignacia Clara, nascida na paróquia de San Miguel de Guaduas a 12 de agosto de 1789;
- José María de los Angeles, nascido em Guaduas a 1 de agosto de 1790 e que se tornou um frade agostiniano;
- Catarina, nascida em Guaduas em 1791;
- Eduardo, nascido em Guaduas a 3 de novembro de 1792;
- Manuel, nascido em 26 de maio de 1796 em Guaduas e que se tornou também num frade agostiniano;
- Francisco Antonio, batizado na paróquia de Santa Bárbara em 28 de setembro de 1798;
- Ramón, nascido em Bogotá em 1800;
- Vicente Bibiano María, nascido em Bogotá em 1801.

Portanto segundo essa fonte, ela teria nascido entre os seus dois irmãos que seguiram a via religiosa, José María de los Angeles e Manuel, o que corresponderia a um período entre 1791 e 1796. Em 1910 a Academia Colombiana de História definiu Guaduas como sendo a cidade natal de Policarpa tendo por base testemunhos recolhidos pelo historiador e general de exército Joaquín Acosta. Numa tentativa de conciliar divergências essa mesma academia toma uma decisão final (decisão de 10 de setembro de 1991) quanto à data e ao local do nascimento de Policarpa, decidindo a favor do 26 de janeiro de 1795 e de Guaduas na Colômbia (na época chamada de Vice-Reino de Nova Granada).

### Juventude

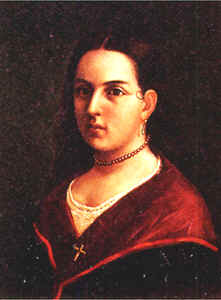
Aguarela de José María Espinosa Prieto.

Policarpa cresce no seio de uma família rica mas sem estatuto de nobreza. O seu pai, originário de Socorro, participou na revolta dos Comuneros em 1781, e é empresário na agricultura e comércio, possuindo um armazém em Guaduas. Em 1798 a família Salavarrieta Ríos deixa a sua casa em Guaduas (hoje é um museu) mudando-se para o barrio (bairro) de Santa Bárbara em Santa Fé de Bogotá, onde nascem os dois últimos filhos Francisco Antonio e Vicente Bibiano María.
Em 1802, quando Policarpa tem apenas 7 anos, os seus pais são levados por uma epidemia de varíola em Santa Fé de Bogotá. Mariana Ríos morre em 4 de agosto de 1802 e Joaquim Salavarrieta em 7 de setembro do mesmo ano. Dois dos seus filhos, Eduardo e María Ignacia Clara, também morrem nesse período, vítimas da varíola. Provavelmente morreram antes do pai, pois os seus nomes não figuram no testamento redigido por Joaquim Salavarrieta a 4 de setembro de 1802. Policarpa e o seu irmão Bibiano, mais novo um ano, são enviados através da irmã mais velha, Catarina, para Guaduas, por segurança. Os três irão assim viver em casa de Margarita Beltrán, a madrinha de Catarina. Quanto aos quatro outros irmãos sobreviventes, José María e Manuel decidem juntar-se à comunidade agostiniana enquanto que Ramón e Antonio Francisco vão trabalhar para uma quinta localizada em Tena.
Margarita Beltrán coloca Policarpa na escola do Convento de la Soledad de Guaduas onde aprende a ler e a escrever. Ali ela estuda também a doutrina e a história espanhola, assim como a tocar guitarra e o canto. Fica também a saber através da madrinha de Catarina que o seu pai participara na revolta dos Comuneros de Socorro em 1781. Desde então, Policarpa interessa-se pela liberdade dos povos e informa-se sobre a Revolução francesa e a Declaração dos Direitos do Homem e do Cidadão.
É enquanto adolescente que Policarpa conhece os irmãos Leandro e Alejo Sabaraín, que moram com o pai Joaquim Sabaraín em Mariquita. A jovem rapariga e Alejo apaixonam-se e pensam casar em 1810, mas os acontecimentos revolucionários que sacodem o país não o permite.

### Atividade política

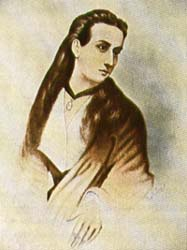
La heroina Policarpa Salavarrieta (1920), fotogravura de Lino Lara S. e publicada em El Gráfico.

Quando o seu noivo Alejo Sabarain parte para Santa Fé de Bogotá com as tropas dos libertadores, Policarpa decide acompanhá-lo. Em 1812 ela trabalha como ama e costureira na casa de María Matea Martínez de Zaldúa. E é nesse período que ela se alia à causa de Antonio Nariño, um dos chefes militares do movimento da independência na Colômbia. Nariño tinha o apoio incondicional dos agostinianos e, graças aos seus dois irmãos que tinham entrado alguns anos antes nessa comunidade, e sendo admiradores desse militar, Policarpa pôde conhecer ao detalhe os movimentos das tropas que defendiam a cidade. Os federais Barya e Ricaurte assim como o congresso de Tunja declaram guerra a Antonio Nariño, que gere o Cundinamarca. Este parte para Tunja em 26 de novembro de 1812, encabeçando um exército que criara anteriormente em Santa Fé de Bogotá. Os dois exércitos enfrentam-se em Ventaquemada onde Nariño, derrotado, é obrigado a regressar a Santa Fé de Bogotá com os poucos sobreviventes. Graças ao seu trabalho em várias famílias da alta sociedade, La Pola consegue informações sobre as ações dos espanhóis, informações essas que ela comunica aos patriotas. Enquanto que Sabaraín sobressai pelas suas ações heróicas na campanha de Cartagena das Índias, a jovem mulher elabora casacos, capas e uniformes, e trata da limpeza das armas e da comida.
Policarpa regressa a Guaduas no final do ano de 1813, onde se dedica ao ensino. As montanhas de Guaduas tornam-se cada vez mais o refúgio para os republicanos que tentam escapar ao regime de terror imposto por Juan de Sámano, e Policarpa junta-se ao grupo de resistentes La niebla formado pelos irmãos Ambrosio e Vicente Almeida. Na sua cidade natal, ela cria uma rede de espionagem. Recolhe informações nas ruas e locais públicos como igrejas e mercados. Transmite as informações a prisioneiros republicanos durante as visitas às cadeias, sob o pretexto de lhes levar comida.
Em dezembro de 1816 José Ignacio Rodríguez (El Mosca), coronel das tropas patrióticas, é enviado pelos irmãos Vicente e Ambrosio Almeyda para falar com Policarpa e propor-lhe servir a pátria como espia em Santa Fé de Bogotá. Rodríguez dá um falso passaporte à jovem. com o nome de Gregoria Apolinaria. Sendo Bogotá o bastião da Reconquista onde a população é maioritariamente apoiante da realeza espanhola desde a tomada da cidade por Pablo Morillo, é extremamente difícil entrar e sair da cidade. Policarpa e o seu irmão Bibiano conseguem entrar com documentos falsos. Ambrosio Almeyda e José Ignacio Rodríguez recomendam a Policarpa e ao irmão ficarem em casa de Andrea Ricaurte de Lozano tendo como cobertura trabalho doméstico. De fato a casa de Andrea Ricaurte, localizada na rua nº 10, próximo à antiga Plaza de Egipto (Praça do Egito), é um centro de recolha de informações para a resistência no seio da capital colombiana. Numerosas mulheres ali trabalharam contribuindo para o movimento da independência da Colômbia. La Pola passa informações a mulheres que por sua vez as passam aos soldados no campo de batalha, durante os ajuntamentos de patriotas.
Em Guaduas Policarpa é conhecida como sendo uma revolucionária. Não sendo conhecida em Bogotá, consegue deslocar-se livremente e encontrar outros patriotas e espiões. Pode igualmente infiltrar-se nas casas dos apoiantes da realeza. Oferecendo serviços de costureira para as esposas e filhas desses apoiantes e oficiais, Policarpa ouve conversas, recolhe informações sobre planos de ação, identificando os principais apoios do regime e descobre nomes de pessoas suspeitas de serem revolucionárias. Além disso, com a ajuda do irmão, Policarpa junta jovens à causa da independência. Contribuam assim para o aumento do número de soldados, necessários para a insurreição de Cundinamarca.

### Captura

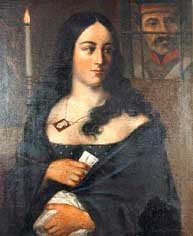
La Pola en capilla (1857), por José María Espinosa Prieto.

As operações de Policarpa são executadas discretamente até que os irmãos Almeyda são surpreendidos fornecendo informações aos insurgentes fora de Bogotá, informações essas que ligam diretamente La Pola à Revolução. Os irmãos Almeyda e La Pola ajudaram alguns soldados a desertarem do Exército Real e a juntarem-se ao movimento revolucionário. Também transportaram armas, munições e roupa para os insurgentes.
Policarpa é procurada durante várias semanas, até que no outono de 1817, uma criada que a conhecia a ela e ao irmão denuncia este último ao sargento Iglesias, o principal oficial espanhol de Bogotá. Após seguir Bibiano até a casa de Andrea Ricaurte de Lozano, o oficial decide voltar durante a noite, acompanhado por uma grupo de soldados. Prendem Policarpa Salavarrieta e o seu irmão Bibiano assim como Andrea Ricaurte que conseguem, mesmo assim, destruir várias provas incriminando La Pola e outras pessoas, tais como cartas de patriotas e de chefes da guerrilha, nomes de pessoas que doavam dinheiro ou informações sobre as ações do exército espanhol.
Andrea Ricaurte, grávida, é libertada mas Policarpa e o seu irmão são levados para interrogatório para o Colegio Mayor de Nuestra Señora del Rosario, temporariamente transformado em cadeia. Apesar das suspeitas de traição, os espanhóis ainda não têm provas suficientemente sólidas para acusar uma costureira de traição e espionagem. É com a prisão de Alejo Sabaraín que conseguem as provas. De fato, este é preso quando tinha em sua posse uma lista de patriotas e apoiantes de espanhóis assinado por Policarpa Salavarrieta.

### Julgamento e execução

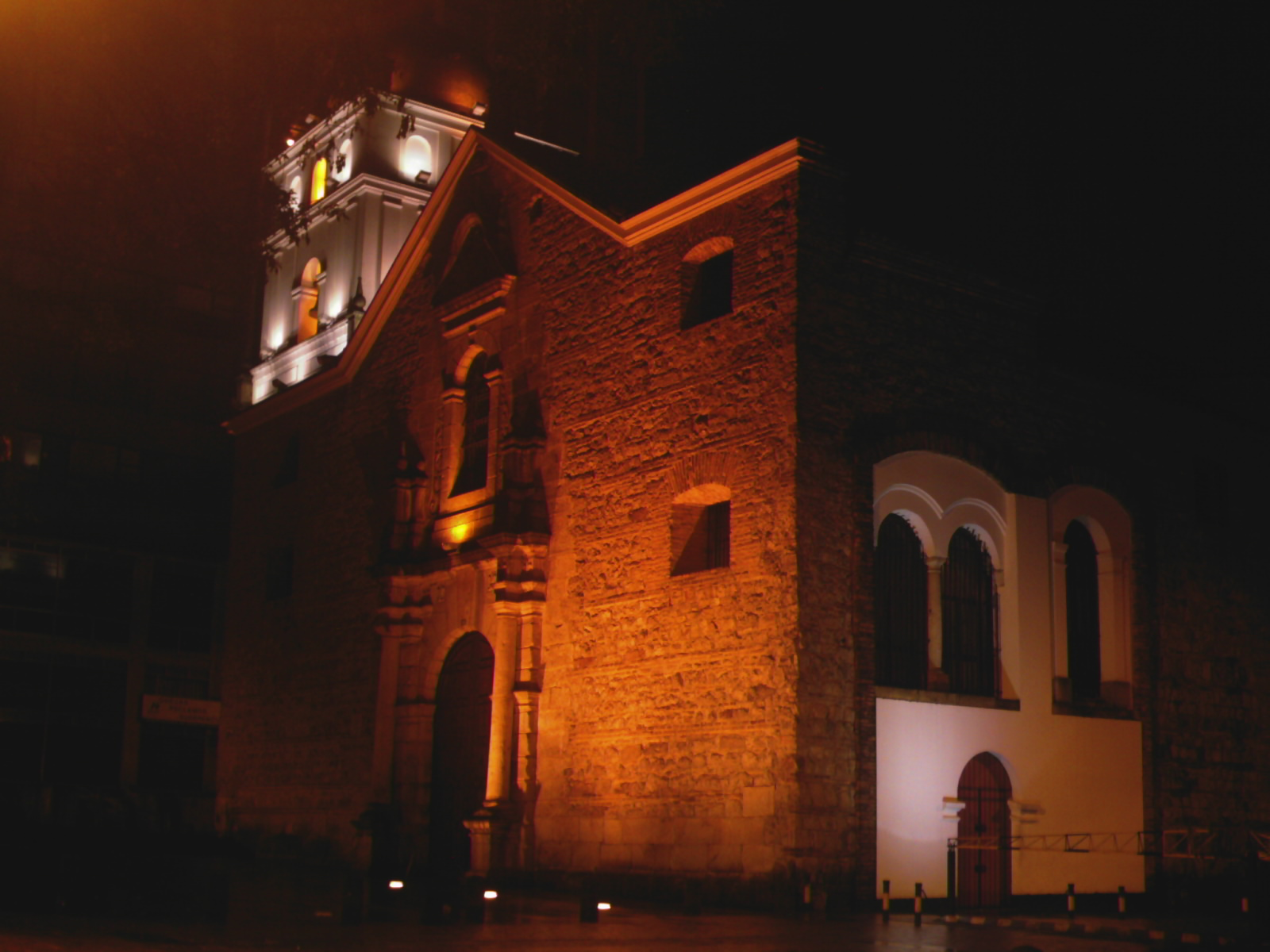
Igreja de San Agustín, La Candelaria, Bogotá.

A 10 de novembro de 1817, o Conselho de Guerra reúne-se para julgar os rebeldes. La Pola não compromete ninguém em suas declarações. Conseguira avisar os seus companheiros de armas de forma a que destruíssem todas as provas antes de sua detenção. O Conselho condena Policarpa Salvarrieta, Alejo Sabaraín e sete outros prisioneiros à morte por fuzilamento. A data da execução é fixada para 14 de novembro, às 9 horas da manhã, na Plaza Mayor (atual Plaza de Bolívar) de Santa Fé de Bogotá.
Segundo a lenda La Pola, na noite anterior à sua execução, amaldiçoou os espanhóis. A caminho para o pelotão de execução, parando, cansada e com sede, um dos guardas oferece-lhe um copo de vinho. Mas ela recusa, dizendo: "Não o aceito das mãos de um tirano!". Quando é levada ao local para ser executada, de mãos presas, La Pola é acompanhada por dois frades e um guarda. Em vez de repetir as preces que os religiosos recitam, ela amaldiçoa os espanhóis e prevê a futura derrota destes na Revolução. Dirige-se também à população: "Pueblo de Santafé ¿cómo permites que muera una paisana vuestra e inocente? Muero por defender los derechos de mi patria. Dios Eterno, ved esta justicia." ("Povo de Santa Fé, como podeis permitir que uma camponesa vossa e inocente morra? Morro por defender os direitos da minha pátria. Deus eterno, veja esta justiça).
Já no local, pede para morrer de joelhos, uma posição mais digna para uma mulher. Antes de morrer, pronuncia uma frase que se manteve na memória do povo colombiano: "¡Pueblo indolente! ¡Cuán distinta sería hoy vuestra suerte si conocierais el precio de la libertad! Pero no es tarde. Ved que, mujer y joven, me sobra valor para sufrir la muerte y mil muertes más. ¡No olvidéis este ejemplo!" ("Povo indolente! Qual seria a vossa sorte hoje se conhecessem o preço da liberdade! Mas não é tarde demais. Vejam que, mulher e jovem, tenho coragem para morrer e sofrer mais mil mortes. Não esqueçam este exemplo!").
Como era costume, os órgãos de Alejo e dos sete outros prisioneiros foram exibidos e expostos nas ruas de Bogotá para amedrontar os revolucionários. Apenas o corpo de Policarpa, por ser mulher, escapou a esse destino. Os irmãos agostinianos de La Pola José María de los Angeles e Manuel Salavarrieta reclamaram o corpo para lhe dar um funeral cristão no convento da igreja de San Agustín, no quarteirão de La Candelaria. A execução de Policarpa, uma jovem mulher, por crime político, emocionou a população colombiana e permitiu uma maior resistência frente ao regime imposto por Juan de Sámano.
Mais de setenta anos após a morte de La Pola, pela lei 15 de 2 de outubro de 1894 assinada pelo presidente Miguel Antonio Caro, 10 mil pesos foram atribuídos para a elaboração de um monumento em honra a Policarpa Salavarrieta na cidade de Guaduas. Nessa ocasião Miguel Antonio Caro declarou que: "a memória dessa mártir da liberdade deve ser perpétua às gerações futura como exemplo de verdadeiro patriotismo e de sacrifício desinteressado e frutuoso para a causa da República".